# Jean (évêque de Tripoli)
Pour les articles homonymes, voir Jean.
Jean, mort en 1184, fut chancelier de la principauté d'Antioche de 1177 jusqu'en 1183 puis évêque de Tripoli de 1183 jusqu'à sa mort en 1184.

## Biographie
Il fut archidiacre du patriarche d'Antioche durant son mandat de chancelier, de 1177 à 1183, avant de devenir évêque,
.
Sa nomination à l'évêché était peut-être destinée à récompenser ses années de service, mais elle pourrait aussi indiquer qu'il ne souhaitait pas servir le prince Bohémond III d'Antioche après le conflit de ce dernier avec le patriarche Aimery de Limoges.
Jean occupa brièvement simultanément la chancellerie et l'évêché, signant une charte de Bohémond III en mai 1183, mais y renonça rapidement. L'archevêque de Tarse Albert, en fonction en 1184, lui succéda comme chancelier. Aimery lui succéda comme évêque au plus tard en 1186
.